# Metoligotoma extorris
Metoligotoma extorris är en insektsart som beskrevs av Davis 1936. Metoligotoma extorris ingår i släktet Metoligotoma och familjen Australembiidae. Inga underarter finns listade i Catalogue of Life.